# Chrysolina susterai
Chrysolina susterai es un coleóptero de la familia Chrysomelidae.
Fue descrita científicamente en 1950 por Bechyné.